# 津田町 (徳島市)
津田町（つだちょう）は、徳島県徳島市の町名。現行行政地名は津田町一丁目から津田町四丁目。2009年12月現在の人口は2,876人、世帯数は1,499世帯。郵便番号は〒770-8002。

## 地理
徳島市の東部に位置し、津田地区に属する。北は新町川、南は勝浦川に面する。

### 河川
- 新町川
- 勝浦川

## 歴史
大正15年より現在の町名となり、昭和39年に一部が新浜本町・津田浜之町・津田西町・津田本町・津田海岸町となり、残った部分が津田町一丁目から四丁目となる。
津田渡しに架かった木橋は、橋脚の代わりに中央の一部に船を用いたもので、潮の干満によって上下したためコンニャク橋の別名があった。現在の津田橋は大正15年起工のもので、開通当時は徳島第一の長橋であった。昭和7年に徳島市と小松島市を結ぶ産業道路が開通した。
町内出身の大和幾次郎によって創案されたバッチ綱漁法は第二次世界大戦後、全国的に広まった。繁栄した漁業も水産資源の減少により不振りとなった。昭和42年に海水浴場が閉鎖され、昭和46年に沖合1Kmが埋め立てられた。

## 交通

### バス
JR徳島駅前発徳島市営バス津田・オーシャンフェリー行きが利用できる。

### 道路
- 徳島県道120号徳島小松島線